# Igeltjärna en Brovallen
Igeltjärna en Brovallen (Zweeds: Igeltjärna och Brovallen (delar av)) is een småort in de gemeente Avesta in het landschap Dalarna en de provincie Dalarnas län in Zweden. Het småort heeft 104 inwoners (2005) en een oppervlakte van 26 hectare. Het småort bestaat uit de plaats Igeltjärna en delen van de plaats Brovallen.

## Verkeer en vervoer
Bij de plaats loopt de Riksväg 70.